# Zentrum für Regenerative Therapien Dresden
Das Zentrum für Regenerative Therapien Dresden bzw. Center for Regenerative Therapies Dresden (CRTD) ist ein Forschungszentrum mit biomedizinischem Schwerpunkt der Technische Universität Dresden. Das CRTD widmet sich der Erforschung der Prinzipien der Zell- und Geweberegeneration sowie der Nutzung der gewonnenen Erkenntnisse zur Diagnose, Behandlung und Heilung von Krankheiten. Die Verbindung von Grundlagenforschung und Klinik spielt daher eine wichtige Rolle am CRTD.

## Lage
Das Forschungsgebäude befindet sich im Dresdner Stadtteil Johannstadt im Umfeld des Biotechnologischen Zentrums (BIOTEC), des B CUBE - Center for Molecular Bioengineering, des Universitätsklinikum Carl Gustav Carus Dresden sowie vieler weiterer Forschungseinrichtungen im Bereich Life Science wie dem Max-Planck-Institut für molekulare Zellbiologie und Genetik.

## Geschichte
Das CRTD wurde 2006 als Forschungszentrum der Deutschen Forschungsgemeinschaft (DFG) im Bereich der Stammzellenforschung eingerichtet. Noch im gleichen Jahr erlangte das CRTD die Förderung als DFG Exzellenzcluster im Rahmen der bundesweiten Exzellenzinitiative des Bundes und der Länder. Damit war das CRTD das erste DFG-Forschungszentrum und Exzellenzcluster in Ostdeutschland. In der zweiten Runde der Exzellenzinitiative wurde das CRTD 2012 als Exzellenzcluster abermals bestätigt. Damit lief die Förderung als DFG Exzellenzcluster von 2006 bis 2017.
Im Juli 2007 wurde ein Neubau für das CRTD beschlossen, dessen Mitarbeitende bis dahin auf verschiedene Dresdner Forschungseinrichtungen verteilt waren. Die Grundsteinlegung erfolgte am 21. August 2009. Der von Gunter Henn entworfene Bau wurde im Oktober 2011 eröffnet.
Im Jahr 2016 wurde das CRTD zusammen mit dem B CUBE - Center for Molecular Bioengineering und Biotechnologischen Zentrum (BIOTEC) Teil der neu gegründeten zentralen Forschungseinrichtung der TU Dresden, dem Center for Molecular and Cellular Bioengineering (CMCB). Nach Auslaufen der DFG-Förderungen übernahmen die TU Dresden gemeinsam mit dem Freistaat Sachsen 2019 die Finanzierung des CRTD. Das CRTD befindet sich mit seinen Forschungsschwerpunkten an der Schnittstelle zwischen biologischer Grundlagenforschung und klinischer Anwendung. Dies spiegelt sich auch in der administrativen Zuordnung der CRTD-Arbeitsgruppen wider. Das CRTD wird dual verwaltet, teils von der TU Dresden und teils von der Medizinischen Fakultät Carl Gustav Carus.
Seit der Gründung des CRTD haben die Forschungsgruppenleitenden namhafte Förderformate wie Sonderforschungsbereich (SFB), Alexander-von-Humboldt-Professur, ERC Starting Grant, ERC Advanced Grant und ERC Proof-of-Concept Grant, Freigeist Fellowship, Emmy Noether Grants sowie BMBF Zukunftscluster eingeworben.

## Forschung
Das CRTD setzt sich aus über 20 Forschungsgruppen zusammen. Mehrere Gruppen sind auch mit anderen Instituten in Dresden oder Sachsen assoziiert: unter anderem mit dem Universitätsklinikum Carl Gustav Carus Dresden, dem Deutschen Zentrum für Neurodegenerative Erkrankungen (DZNE), dem Deutschen Zentrum für Diabetesforschung (DZD/ PliD), dem Max-Planck-Institut für molekulare Zellbiologie und Genetik, dem Max-Planck-Institut für Physik komplexer Systeme, und dem Leibniz-Institut für Polymerforschung Dresden (ipf).
Die Forschung am CRTD konzentriert sich auf ein grundlegendes Verständnis der Stammzellbiologie und der Geweberegeneration. Auf der Grundlage dieses Verständnisses können neue Modelle für menschliche Krankheiten sowie neuartige Diagnosen und Therapien entwickelt werden.
Erklärtes Ziel des CRTD ist die Erforschung von Prinzipien der Zell- und Geweberegeneration und die Nutzung der gewonnenen Erkenntnisse zur Diagnose, Behandlung und Heilung von Krankheiten. Daher spielt die Verbindung von Grundlagenforschung und Klinik eine wichtige Rolle am CRTD.
Die über 20 Forschungsgruppen des CRTD konzentrieren sich auf vier verschiedene Forschungsbereiche: 
- Hämatologie und Immunologie – Erforschung und Anwendung blutbildender Stammzellen z. B. gegen akute myeloische Leukämie (AML), Stammzelltherapie immunologischer Erkrankungen, unter anderem Untersuchung der Entwicklung weißer Blutkörperchen und T-Zellen
- Diabetes – Erforschung von Ursachen und Therapien für Typ-1-Diabetes
- Neurodegenerative Erkrankungen – Im Mittelpunkt der Erforschung Neurodegenerativer Krankheiten am CRTD stehen die Mechanismen der Vermehrung und Differenzierung von Stammzellen des Gehirns
- Knochen- und Geweberegeneration – Ziel dieses Forschungsbereichs des CRTD ist es, die Mechanismen der Regeneration des Bewegungsapparates sowie die Wechselwirkungen mit Immun- und Krebszellen zu verstehen

Am CRTD arbeiten derzeit zwei Forschende mit der Alexander-von-Humboldt-Professur: Catherina Becker und Michael H. Sieweke.

## Lehre
Das CRTD ist an der Lehre im Bachelorstudiengang Molekularbiologie und Biotechnologie sowie in den vom Center for Molecular and Cellular Bioengineering (CMCB) angebotenen Masterstudiengängen Regenerative Biology and Medicine sowie Molecular Bioengineering und Physics of Life (vorher Nanobiophysics) beteiligt.
Es ist außerdem möglich am CRTD zu promovieren, entweder im Rahmen der Dresden International Graduate School for Biomedicine and Bioengineering (DIGS-BB), oder als Promotionsstudent der Bioscience PhD Students (BiPS).
Des Weiteren besteht die Möglichkeit ein Freiwilliges Soziales Jahr am CRTD mit dem Deutschen Roten Kreuz Sachsen als Träger zu absolvieren.

## Einrichtungen
Das CRTD betreibt eine eigene Technologieplattform und beteiligt sich darüber hinaus an der CMCB Technologieplattform. Beide Technologieplattformen stehen allen Wissenschaftlern der TU Dresden sowie kooperierenden Instituten mit Einrichtungen und Dienstleistungen im Bereich der Lebenswissenschaften zur Verfügung.

## Kooperationen & Partner
Das CRTD arbeitet mit einer Vielzahl an nationalen und internationalen Kooperationspartnern zusammen. Hierzu zählen auch Kooperationen mit der Industrie. So sollen u. a. im Rahmen des BMBF-Zukunftscluster „SaxoCell“ zusammen mit verschiedenen Industriepartnern neue Anwendungsgebiete und Produktionsverfahren für personalisierte Gen- und Zelltherapeutika, sog. „living drugs“, entwickelt werden.